# IC 1278
IC 1278 — галактика типу *Grp (велика група зірок) у сузір'ї Геркулес.
Цей об'єкт міститься в оригінальній редакції індексного каталогу.